# Eurocopa Sub-21 de 2015
La XX Eurocopa Sub-21 fue un torneo de fútbol para selecciones sub-21 afiliadas a la UEFA, máximo organismo del fútbol europeo. El torneo se lleva a cabo en República Checa, del 17 al 30 de junio de 2015. La República Checa fue designada en la reunión del Comité Ejecutivo de la UEFA el 20 de marzo de 2012 en Estambul, Turquía.
Cincuenta y dos equipos participaron en el torneo clasificatorio, que tuvo lugar entre marzo de 2013 y octubre de 2014, que determinó los siete equipos que se unirían en la final del torneo al país anfitrión la República Checa. Los jugadores nacidos a partir del 1 de enero de 1992 son elegibles para participar en el torneo.
El torneo entrega cuatro cupos al torneo de fútbol de los Juegos Olímpicos de Río de Janeiro 2016, estos cuatro cupos irán a los cuatro semifinalistas del torneo. Sin embargo, como Inglaterra no es una nación olímpica, su equipo no es elegible para los Juegos Olímpicos.
El actual campeón del torneo es España, selección que obtuvo su segundo título consecutivo tras derrotar a Italia por 4-2 en el último torneo disputado en Israel en 2013. Sin embargo, España no pudo defender su título, después de su eliminación en los playoffs de clasificación ante el seleccionado de Serbia.

## Clasificación
Siete selecciones clasificaron al torneo a través del proceso clasificatorio, mientras que República Checa clasificó por ser el país organizador.
| Equipos participantes | Equipos participantes | Equipos participantes | Equipos participantes |
| --------------------- | --------------------- | --------------------- | --------------------- |
| Alemania              | Inglaterra            | Portugal              | Serbia                |
| Dinamarca             | Italia                | República Checa       | Suecia                |

## Equipos
Cada selección nacional tiene que presentar un equipo de 23 jugadores, tres de los cuales deben ser porteros. Si un jugador se lesiona o enferma gravemente el tiempo suficiente para no poder participar en el torneo antes del primer partido de su equipo, puede ser sustituido por otro jugador.

## Sedes
La federación checa designó las siguientes sedes de la UEFA Euro U21 2015 que son:
| Praga             | Praga                  | Praga Olomouc Uherské Hradiště | Olomouc           | Uherské Hradiště          |
| ----------------- | ---------------------- | ------------------------------ | ----------------- | ------------------------- |
| Eden Arena        | Generali Arena (Letná) | Praga Olomouc Uherské Hradiště | Andrův stadion    | Stadion Miroslava Valenty |
| Capacidad: 20,800 | Capacidad: 19,784      | Praga Olomouc Uherské Hradiště | Capacidad: 12,566 | Capacidad: 8,121          |
|                   |                        | Praga Olomouc Uherské Hradiště |                   |                           |

## Fase final

### Fase de grupos

#### Grupo A
| Equipo          | Pts | PJ | PG | PE | PP | GF | GC | Dif |
| --------------- | --- | -- | -- | -- | -- | -- | -- | --- |
| Dinamarca       | 6   | 3  | 2  | 0  | 1  | 4  | 4  | 0   |
| Alemania        | 5   | 3  | 1  | 2  | 0  | 5  | 2  | 3   |
| República Checa | 4   | 3  | 1  | 1  | 1  | 6  | 3  | 3   |
| Serbia          | 1   | 3  | 0  | 1  | 2  | 1  | 7  | -6  |

| 17 de junio de 2015, 18:00 | República Checa | 1:2 (1:0) | Dinamarca                      | Eden Arena, Praga                                            |                                                              |
|                            | Kadeřábek 35'   | Reporte   | Vestergaard 56' · P. Sisto 84' | Asistencia: 15,987 espectadores Árbitro(s): Szymon Marciniak | Asistencia: 15,987 espectadores Árbitro(s): Szymon Marciniak |

| 17 de junio de 2015, 20:45 | Alemania | 1:1 (1:1) | Serbia     | Generali Arena, Praga                                               |                                                                     |
|                            | Can 17'  | Reporte   | Đuričić 8' | Asistencia: 5,490 espectadores Árbitro(s): Javier Estrada Fernández | Asistencia: 5,490 espectadores Árbitro(s): Javier Estrada Fernández |

| 20 de junio de 2015, 18:00 | Serbia | 0:4 (0:2) | República Checa                 | Generali Arena, Praga                                      |                                                            |
|                            |        | Reporte   | Kliment 7' 21' 56' · Frýdek 59' | Asistencia: 16,253 espectadores Árbitro(s): Clément Turpin | Asistencia: 16,253 espectadores Árbitro(s): Clément Turpin |

| 20 de junio de 2015, 20:45 | Alemania                     | 3:0 (2:0) | Dinamarca | Eden Arena, Praga                                          |                                                            |
|                            | Volland 32' 48' · Ginter 53' | Reporte   |           | Asistencia: 13,268 espectadores Árbitro(s): Sergei Karasev | Asistencia: 13,268 espectadores Árbitro(s): Sergei Karasev |

| 23 de junio de 2015, 20:45 | República Checa | 1:1 (0:0) | Alemania   | Eden Arena, Praga                                          |                                                            |
|                            | Krejčí 66'      | Reporte   | Schulz 55' | Asistencia: 18,068 espectadores Árbitro(s): Danny Makkelie | Asistencia: 18,068 espectadores Árbitro(s): Danny Makkelie |

| 23 de junio de 2015, 20:45 | Dinamarca                 | 2:0 (1:0) | Serbia | Generali Arena, Praga                                         |                                                               |
|                            | Falk 21' · V. Fischer 47' | Reporte   |        | Asistencia: 4,297 espectadores Árbitro(s): Tasos Sidiropoulos | Asistencia: 4,297 espectadores Árbitro(s): Tasos Sidiropoulos |

#### Grupo B
| Equipo     | Pts | PJ | PG | PE | PP | GF | GC | Dif |
| ---------- | --- | -- | -- | -- | -- | -- | -- | --- |
| Portugal   | 5   | 3  | 1  | 2  | 0  | 2  | 1  | 1   |
| Suecia     | 4   | 3  | 1  | 1  | 1  | 4  | 3  | 1   |
| Italia     | 4   | 3  | 1  | 1  | 1  | 3  | 3  | 0   |
| Inglaterra | 3   | 3  | 1  | 0  | 2  | 2  | 4  | -2  |

| 18 de junio de 2015, 18:00 | Italia             | 1:2 (1:0) | Suecia                                 | Andrův stadion, Olomouc                                            |                                                                    |
|                            | Berardi 29' (pen.) | Reporte   | Guidetti 56' · Kiese Thelin 86' (pen.) | Asistencia: 6,719 espectadores Árbitro(s): Anastasios Sidiropoulos | Asistencia: 6,719 espectadores Árbitro(s): Anastasios Sidiropoulos |

| 18 de junio de 2015, 20:45 | Inglaterra | 0:1 (0:0) | Portugal     | Stadion Miroslava Valenty, Uherské Hradište               |                                                           |
|                            |            | Reporte   | J. Mário 57' | Asistencia: 7,167 espectadores Árbitro(s): Danny Makkelie | Asistencia: 7,167 espectadores Árbitro(s): Danny Makkelie |

| 21 de junio de 2015, 18:00 | Suecia | 0:1 (0:0) | Inglaterra        | Andrův stadion, Olomouc                                              |                                                                      |
|                            |        | Reporte   | Jesse Lingard 85' | Asistencia: 11,257 espectadores Árbitro(s): Javier Estrada Fernández | Asistencia: 11,257 espectadores Árbitro(s): Javier Estrada Fernández |

| 21 de junio de 2015, 20:45 | Italia | 1:1     | Portugal | Stadion Miroslava Valenty, Uherské Hradište                 |                                                             |
|                            |        | Reporte |          | Asistencia: 7,085 espectadores Árbitro(s): Szymon Marciniak | Asistencia: 7,085 espectadores Árbitro(s): Szymon Marciniak |

| 24 de junio de 2015, 20:45 | Inglaterra    | 1:3 (0:2) | Italia                           | Andrův stadion, Olomouc                                    |                                                            |
|                            | Redmond 90+3' | Reporte   | Belotti 25' · M. Benassi 27' 72' | Asistencia: 11,563 espectadores Árbitro(s): Sergei Karasev | Asistencia: 11,563 espectadores Árbitro(s): Sergei Karasev |

| 24 de junio de 2015, 20:45 | Portugal         | 1:1 (0:0) | Suecia       | Stadion Miroslava Valenty, Uherské Hradište               |                                                           |
|                            | G. Paciência 82' | Reporte   | Tibbling 89' | Asistencia: 7,263 espectadores Árbitro(s): Clément Turpin | Asistencia: 7,263 espectadores Árbitro(s): Clément Turpin |

## Segunda fase
|  | Semifinales | Semifinales | Semifinales |          |             | Final       | Final | Final |  |
|  |             |             |             |          |             |             |       |       |  |
|  |             |             |             |          |             |             |       |       |  |
|  | Dinamarca   | Dinamarca   | 1           |          |             |             |       |       |  |
|  | Dinamarca   | Dinamarca   | 1           |          |             |             |       |       |  |
|  | Suecia      | Suecia      | 4           |          |             |             |       |       |  |
|  | Suecia      | Suecia      | 4           |          | Suecia (p.) | Suecia (p.) | 0 (4) |       |  |
|  |             |             |             |          | Suecia (p.) | Suecia (p.) | 0 (4) |       |  |
|  |             |             | Portugal    | Portugal | 0 (3)       |             |       |       |  |
|  | Portugal    | Portugal    | Portugal    | Portugal | 0 (3)       | 5           |       |       |  |
|  | Portugal    | Portugal    |             |          |             | 5           |       |       |  |
|  | Alemania    | Alemania    | 0           |          |             |             |       |       |  |
|  | Alemania    | Alemania    | 0           |          |             |             |       |       |  |
|  |             |             |             |          |             |             |       |       |  |

### Semifinales
| 27 de junio de 2015, 21:00 | Dinamarca | 1:4 (0:2) | Suecia                                                             | Generali Arena, Praga                                     |                                                           |
|                            | Bech 63'  | Reporte   | Guidetti 23' (pen.) · Tibbling 26' · Quaison 83' · Hiljemark 90+5' | Asistencia: 9,834 espectadores Árbitro(s): Sergei Karasev | Asistencia: 9,834 espectadores Árbitro(s): Sergei Karasev |

| 27 de junio de 2015, 18:00 | Portugal                                                                     | 5:0 (3:0) | Alemania | Andrův stadion, Olomouc                                            |                                                                    |
|                            | Silva 25' · Ricardo Barbosa 33' · Cavaleiro 45+1' · J. Mário 46' · Horta 71' | Reporte   |          | Asistencia: 9,876 espectadores Árbitro(s): Anastasios Sidiropoulos | Asistencia: 9,876 espectadores Árbitro(s): Anastasios Sidiropoulos |

### Final
| 30 de junio de 2015, 20:45 | Suecia                                                    | 0:0 (t. s.)(4:3 p.)        | Portugal                                         | Eden Arena, Praga                                            |                                                              |
|                            |                                                           | Reporte                    |                                                  | Asistencia: 18,867 espectadores Árbitro(s): Szymon Marciniak | Asistencia: 18,867 espectadores Árbitro(s): Szymon Marciniak |
|                            |                                                           | Tiros desde el punto penal |                                                  |                                                              |                                                              |
|                            | Guidetti · Thelin · J. Augustinsson · Khalili · Lindeloef |                            | Paciência · Tó Zé · Esgaio · Mario · W. Carvalho |                                                              |                                                              |

| Bandera de Suecia |
| Campeón           |
| Suecia            |
| 1.o título        |

## Clasificados a losJuegos Olímpicos de Río de Janeiro 2016
| Bandera de Suecia | Bandera de Portugal | Bandera de Dinamarca | Bandera de Alemania |
| Suecia            | Portugal            | Dinamarca            | Alemania            |
| ----------------- | ------------------- | -------------------- | ------------------- |

## Estadísticas

### Goleadores
Máximos goleadores (fuente: UEFA.com)
3 goles
- Jan Kliment

2 goles
| - Kevin Volland - Marco Benassi | - João Mário - John Guidetti | - Simon Tibbling |

1 gol
| - Martin Frýdek - Pavel Kadeřábek - Ladislav Krejčí - Uffe Bech - Rasmus Falk - Viktor Fischer - Pione Sisto - Jannik Vestergaard | - Jesse Lingard - Nathan Redmond - Emre Can - Matthias Ginter - Nico Schulz - Andrea Belotti - Domenico Berardi - Ivan Cavaleiro | - Ricardo Horta - Gonçalo Paciência - Ricardo Pereira - Bernardo Silva - Filip Đuričić - Oscar Hiljemark - Isaac Kiese Thelin - Robin Quaison |

### Tabla de rendimiento
Nota: las tablas de rendimiento no reflejan la clasificación final de los equipos, sino que muestran el rendimiento de los mismos atendiendo a la ronda final alcanzada.
| Equipo | Equipo          | Pts | PJ | PG | PE | PP | GF | GC | Dif | Rend   |
| ------ | --------------- | --- | -- | -- | -- | -- | -- | -- | --- | ------ |
| 1.     | Suecia          | 8   | 5  | 2  | 2  | 1  | 8  | 4  | +4  | 53,3%  |
| 2.     | Portugal        | 9   | 5  | 2  | 3  | 0  | 7  | 1  | +6  | 60%    |
| 3.     | Dinamarca       | 6   | 4  | 2  | 0  | 2  | 5  | 8  | -3  | 50%    |
| 4.     | Alemania        | 5   | 4  | 1  | 2  | 1  | 5  | 7  | -2  | 33,3%  |
| 5.     | República Checa | 4   | 3  | 1  | 1  | 1  | 6  | 3  | +3  | 44,4%  |
| 6.     | Italia          | 4   | 3  | 1  | 1  | 1  | 3  | 3  | +0  | 44,4%  |
| 7.     | Inglaterra      | 3   | 3  | 1  | 0  | 2  | 2  | 4  | -2  | 33,3%  |
| 8.     | Serbia          | 1   | 3  | 0  | 1  | 2  | 1  | 7  | -6  | 11,11% |